# Sân bay Kakamega
Sân bay Kakamega (IATA: GGM, ICAO: HKKG) là một sân bay ở Kakamega, Kenya.